# Leanne Simpson
Pour les articles homonymes, voir Simpson.
Leanne Betasamosake Simpson est une écrivaine et musicienne autochtone Michi Saagiig Nishnaabeg.
Elle se distingue comme étant l'auteure de plusieurs ouvrages et articles sur les questions autochtones au Canada ainsi que pour sa participation au mouvement Idle No more en 2012. Simpson est actuellement professeure invitée à l'Université Ryerson.
Simpson a sorti son premier album de musique et de poésie Cartographie de l’amour décolonial en conjonction avec un livre de poésie et de nouvelles du même nom en 2013 avec ARP Books. Son deuxième album, f(l)ight est sorti le 30 septembre 2016. Elle a reçu le premier prix pour Outstanding Indigenous Artist au Peterborough Arts Awards en 2018.

## Biographie
Simpson est Michi Saagiig Nishnaabeg et membre de la Première Nation d'Alderville (en). Elle est née et a grandi à Wingham, en Ontario, où ses parents résident toujours. C'est à l'université qu'elle a de nouveau exploré ses racines autochtones. Elle écrit à propos des questions et réalités autochtones contemporaines, en particulier de sa propre nation Anishinaabe à travers une variété de genres. Son livre de 2013, Cartographie de l’amour décolonial a été décrit par CBC Books comme « un bel, émotionnel, brut et important ajout à la bibliothèque canadienne ».
Simpson a collaboré avec une variété de musiciens  autochtones et non-autochtones pour enregistrer et des histoires comme chansons. Elle a participé au Basement Review de Jason Collett. Son album f(l)ight a été produit par Jonas Bonnetta (Soirée Hymnes) avec James Bunton (Ohbijou, des Feux). Elle joue régulièrement avec un groupe de musiciens y compris Cris Derksen, Nick Ferrio et Ansley Simpson.

### Carrière
Simpson a obtenu un baccalauréat en biologie de l'université de Guelph et une maîtrise en biologie de l'université Mount Allison. Elle a obtenu son Doctorat de l'université du Manitoba en 1999. Simpson fait partie de la faculté de Dechinta Centre for Research and Learning et enseigne régulièrement dans plusieurs universités au Canada. Elle a été une chercheuse invitée en études autochtones à l'université McGill et une chercheuse invitée Ranton McIntosh à l'université de la Saskatchewan. Elle est une professeur invitée éminente à l'Université Ryerson. Le travail de Simpson positionne les façons d'être autochtones dans la musique canadienne et dans la littérature au XXIe siècle.

### L'activisme
Simpson est active dans les questions sociales des Premières Nations, y compris dans le cadre de la réforme de la Loi sur les Indiens, la violence sexiste et la protection des terres autochtones d'origine. Elle a été une participante active dans le mouvement de protestation Idle No more.
Sa philosophie est décrite comme une opposition à ce qu'elle décrit comme l'« extractivisme ». Ce terme englobe l'extraction des ressources naturelles de la terre, l'« extraction » coloniale (« assimilation ») des peuples autochtones, et le « cognitif d'extraction » des idées autochtones, c'est-à-dire, l'appropriation culturelle. Elle travaille dans le domaine de la résurgence autochtone et suggère une idéologie alternative axée sur la reconstruction de la nationalité autochtone à l'aide de l'intelligence autochtone et de l'engagement local, avec la terre et la communauté.

### Écriture
Simpson été amenée à l'écriture pendant qu'elle rassemblait des histoires racontées par des anciens Nishnaabeg pour sa première collection, Dancing on Our Turtle's Back. En 2013, Simpson a publié The Gift is in the Making qui revisite des histoires traditionnelles des Nishnaabeg. La même année, elle a publié Cartographie de l’amour décolonial, un recueil de nouvelles.
Elle a travaillé comme rédactrice pour plusieurs recueils, notamment : Lighting the Eighth Fire, This is an Honour Song, and The Winter We Danced: Voices from the Past, the Future, and the Idle No More Movement.
En 2014, son article Land as Pedagogy a remporté le prix Most thought-provoking au sein du département des études autochtones. La même année, Thomas King l'a nommée Écrivaine émergente pour RBC Taylor. En 2017, son travail This Accident of Being Lost a été nommé pour le Rogers Writers' Trust Fiction Prize et le Prix Trillium,. As We Have Always Done a été nommé par le Native American Indigenous Studies Association comme un des meilleurs livres de 2017.

## Publications

### Livres
- Lighting the Eighth Fire (2008)
- This is an Honour Song (edited with Kiera Lader) (2010)
- Cartographie de l’amour décolonial (2011) (traduit en 2018 par Natasha Kanapé Fontaine et Arianne Des Rochers, Mémoire d'encrier)
- The Winter We Danced: Voice from the Past, the Future and the Idle No More Movement (edited with Kino-nda- niimi Collective) (2014)
- As We Have Always Done: Indigenous Freedom Through Radical Resistance (2017)

### Recueils de nouvelles et de poésie
- The Gift is in the Making (2013)
- Islands of Decolonial Love (2013)
- This Accident of Being Lost (2017)

## Discographie

### Albums
- Islands of Decolonial Love (2013)
- f(l)ight (2016)
- Theory of Ice (2021)